# Contea di Hall (Georgia)
La contea di Hall (in inglese Hall County) è una contea dello Stato della Georgia, negli Stati Uniti. La popolazione al censimento del 2000 era di 139 277 abitanti. Il capoluogo di contea è Gainesville.